# Ivan Konstantinovič Romanov
Il principe Ivan Konstantinovič Romanov (in russo Иоанн Константиович Романов?; San Pietroburgo, 5 luglio 1886 – Alapaevsk, 18 luglio 1918) era figlio maggiore del granduca Konstantin Konstantinovič e della granduchessa Elizaveta Mavrikievna.

## Biografia

### Infanzia
Alla sua nascita era granduca e Altezza Imperiale, ma solo nove giorni dopo un ukase del cugino di suo padre, l'imperatore Alessandro III di Russia, lo privò del titolo riformando la Legge di Famiglia, in modo da limitare il titolo di granduca solo a coloro che avevano per padre, nonno o zio l'imperatore: divenne così Principe di Russia con il trattamento di Altezza.

### Matrimonio
Persona descritta dai contemporanei come delicato e religioso, in un primo tempo pensò di diventare un monaco ortodosso, ma si innamorò della bella principessa Elena di Serbia. Si sposarono il 2 settembre 1911 e la sposa prese il nome di Elena Petrovna di Russia. Coppia molto felice, ebbero due figli.

### Rivoluzione bolscevica e morte
Il principe Ivan combatté durante la prima guerra mondiale, venne decorato e si trovava al fronte durante la Rivoluzione di Febbraio. Dopo la presa del potere da parte dei bolscevichi, il 4 aprile 1918 fu arrestato ed esiliato negli Urali.
Il 18 luglio dello stesso anno, ad Alapaevsk, fu crudelmente giustiziato insieme alla zia Elizaveta Fëdorovna, allo zio granduca Sergej Michailovič, ai suoi fratelli principi Konstantin Konstantinovič e Igor' Konstantinovič, al cugino Vladimir Pavlovič Paley, a Fëdor Remez (segretario del granduca) ed a Varvara Jakovleva, una suora del convento di Mosca, compagna di Elizaveta Fëdorovna. Furono tutti portati all'interno della foresta presso una miniera abbandonata, bastonati e lasciati agonizzanti al suo interno. I loro corpi, recuperati dall'Armata Bianca, furono dopo mesi sepolti nel cimitero ortodosso di Pechino, andato poi distrutto durante la Rivoluzione Culturale.
Sua madre la granduchessa Elizaveta Mavrikievna, sua sorella Vera Konstantinovna e sua moglie riuscirono a fuggire dalla Russia nell'aprile del 1919, grazie all'aiuto del Re di Norvegia. Sua figlia Caterina sposò Ruggero, marchese Farace di Villaforesta, visse a lungo in Argentina e a Montevideo, dove morì novantenne. La sorella Vera morì a New York nel 2002, a quasi cento anni.

## Discendenza
Il granduca Ivan ed Elena di Serbia ebbero due figli:
- principe Vsevolod Ivanovič (20 gennaio 1914 - 18 giugno 1973)
- principessa Ekaterina Ivanovna (12 luglio 1915 - 13 marzo 2007), che fu l'ultimo membro della famiglia imperiale a nascere prima della caduta della dinastia e divenne l'ultimo incontestato membro appartenente alla Casa Imperiale.

## Ascendenza
|                                   |                               |                                   | Genitori                                    |  |  | Nonni |  |  | Bisnonni           |  |  | Trisnonni         |  |
|                                   |                               |                                   |                                             |  |  |       |  |  | Nicola I di Russia |  |  | Paolo I di Russia |  |
|                                   |                               |                                   |                                             |  |  |       |  |  | Nicola I di Russia |  |  | Paolo I di Russia |  |
|                                   |                               | Sofia Dorotea di Württemberg      |                                             |  |  |       |  |  | Nicola I di Russia |  |  |                   |  |
| Konstantin Nikolaevič Romanov     |                               |                                   |                                             |  |  |       |  |  | Nicola I di Russia |  |  |                   |  |
|                                   |                               | Carlotta di Prussia               | Federico Guglielmo III di Prussia           |  |  |       |  |  |                    |  |  |                   |  |
|                                   |                               | Carlotta di Prussia               | Federico Guglielmo III di Prussia           |  |  |       |  |  |                    |  |  |                   |  |
|                                   |                               | Carlotta di Prussia               | Luisa di Meclemburgo-Strelitz               |  |  |       |  |  |                    |  |  |                   |  |
| Konstantin Konstantinovič Romanov |                               | Carlotta di Prussia               |                                             |  |  |       |  |  |                    |  |  |                   |  |
|                                   |                               | Giuseppe di Sassonia-Altenburg    | Federico di Sassonia-Altenburg              |  |  |       |  |  |                    |  |  |                   |  |
|                                   |                               | Giuseppe di Sassonia-Altenburg    | Federico di Sassonia-Altenburg              |  |  |       |  |  |                    |  |  |                   |  |
|                                   |                               | Giuseppe di Sassonia-Altenburg    | Carlotta di Meclemburgo-Strelitz            |  |  |       |  |  |                    |  |  |                   |  |
| Alessandra di Sassonia-Altenburg  |                               | Giuseppe di Sassonia-Altenburg    |                                             |  |  |       |  |  |                    |  |  |                   |  |
|                                   |                               | Amalia di Württemberg             | Ludovico Federico Alessandro di Württemberg |  |  |       |  |  |                    |  |  |                   |  |
|                                   |                               | Amalia di Württemberg             | Ludovico Federico Alessandro di Württemberg |  |  |       |  |  |                    |  |  |                   |  |
|                                   |                               | Amalia di Württemberg             | Enrichetta di Nassau-Weilburg               |  |  |       |  |  |                    |  |  |                   |  |
| Ivan Konstantinovič Romanov       |                               | Amalia di Württemberg             |                                             |  |  |       |  |  |                    |  |  |                   |  |
|                                   | Giorgio di Sassonia-Altenburg | Federico di Sassonia-Altenburg    |                                             |  |  |       |  |  |                    |  |  |                   |  |
|                                   | Giorgio di Sassonia-Altenburg | Federico di Sassonia-Altenburg    |                                             |  |  |       |  |  |                    |  |  |                   |  |
|                                   | Giorgio di Sassonia-Altenburg | Carlotta di Meclemburgo-Strelitz  |                                             |  |  |       |  |  |                    |  |  |                   |  |
| Maurizio di Sassonia-Altenburg    | Giorgio di Sassonia-Altenburg |                                   |                                             |  |  |       |  |  |                    |  |  |                   |  |
|                                   |                               | Maria di Meclemburgo-Schwerin     | Federico Ludovico di Meclemburgo-Schwerin   |  |  |       |  |  |                    |  |  |                   |  |
|                                   |                               | Maria di Meclemburgo-Schwerin     | Federico Ludovico di Meclemburgo-Schwerin   |  |  |       |  |  |                    |  |  |                   |  |
|                                   |                               | Maria di Meclemburgo-Schwerin     | Elena Pavlovna Romanova                     |  |  |       |  |  |                    |  |  |                   |  |
| Elisabetta di Sassonia-Altenburg  |                               | Maria di Meclemburgo-Schwerin     |                                             |  |  |       |  |  |                    |  |  |                   |  |
|                                   |                               | Bernardo II di Sassonia-Meiningen | Giorgio I di Sassonia-Meiningen             |  |  |       |  |  |                    |  |  |                   |  |
|                                   |                               | Bernardo II di Sassonia-Meiningen | Giorgio I di Sassonia-Meiningen             |  |  |       |  |  |                    |  |  |                   |  |
|                                   |                               | Bernardo II di Sassonia-Meiningen | Luisa Eleonora di Hohenlohe-Langenburg      |  |  |       |  |  |                    |  |  |                   |  |
| Augusta di Sassonia-Meiningen     |                               | Bernardo II di Sassonia-Meiningen |                                             |  |  |       |  |  |                    |  |  |                   |  |
|                                   |                               | Maria Federica d'Assia-Kassel     | Guglielmo II d'Assia                        |  |  |       |  |  |                    |  |  |                   |  |
|                                   |                               | Maria Federica d'Assia-Kassel     | Guglielmo II d'Assia                        |  |  |       |  |  |                    |  |  |                   |  |
|                                   |                               | Maria Federica d'Assia-Kassel     | Augusta di Prussia                          |  |  |       |  |  |                    |  |  |                   |  |
|                                   |                               | Maria Federica d'Assia-Kassel     |                                             |  |  |       |  |  |                    |  |  |                   |  |